# Вальтер Мартос
Вальтер Мартос (ісп. Walter Roger Martos Ruiz; 2 листопада 1957, Кахамарка — 7 січня 2025) — генерал-майор перуанської армії у відставці, прем'єр-міністр Перу з 6 серпня до 9 листопада 2020 року за президентства Мартіна Віскарри. Із жовтня 2019 до серпня 2020 року обіймав посаду міністра оборони.